# Паљанска Миљацка
Паљанска Миљацка, раније позната и као Паоштица је саставица ријеке Миљацке. Извире на локацији Беговина код Пала. Назив је добила по граду Пале у чијој близини извире. Дуга је 12,9 км. Најдужим дијелом свога тока протиче кроз општину Пале, а са Мокрањском Миљацком се састаје на граници општине Пале и општине Источни Стари Град. Миљацку чини у близини Булога и Довлића.

## Одлике
Извире на надморској висини од 1.010 м, а са Мокрањском Миљацком се спајана на надморској висини од 624 м.